# Katrin Dörre-Heinig
Katrin Dörre-Heinig (Lipsia, 6 ottobre 1961) è un'ex maratoneta tedesca.
Ha vinto tre volte la maratona di Tokyo (1984, 1985, 1987), tre volte la maratona di Londra (1992, 1993, 1994), tre volte la maratona di Amburgo (1998, 1999, 2000), tre volte la maratona di Francoforte (1995, 1996, 1997), una volta la maratona di Berlino (1994) e quattro volte la maratona di Osaka (1984, 1991, 1996, 1997), 

## Palmarès
| Anno                                 | Manifestazione             | Sede       | Evento         | Risultato | Prestazione | Note |
| ------------------------------------ | -------------------------- | ---------- | -------------- | --------- | ----------- | ---- |
| In rappresentanza della Germania Est |                            |            |                |           |             |      |
| 1986                                 | Europei                    | Stoccarda  | Maratona       | dnf       | dnf         |      |
| 1988                                 | Giochi olimpici            | Seul       | Maratona       | Bronzo    | 2h26'21"    |      |
| In rappresentanza della Germania     |                            |            |                |           |             |      |
| 1991                                 | Mondiali                   | Tokyo      | Maratona       | Bronzo    | 2h30'10"    |      |
| 1992                                 | Giochi olimpici            | Barcellona | Maratona       | 5ª        | 2h36'48"    |      |
| 1993                                 | Mondiali                   | Stoccarda  | Maratona       | 6ª        | 2h35'20"    |      |
| 1994                                 | Europei                    | Helsinki   | Maratona       | dnf       | dnf         |      |
| 1996                                 | Giochi olimpici            | Atlanta    | Maratona       | 4ª        | 2h28'45"    |      |
| 1997                                 | Mondiali di mezza maratona | Košice     | Mezza maratona | 6ª        | 1h09'56"    |      |
| 1997                                 | Mondiali di mezza maratona | Košice     | A squadre      | 5ª        | 3h32'16"    |      |

## Campionati nazionali
1996
- Oro ai campionati tedeschi di mezza maratona - 1h11'15"

1999
- Oro ai campionati tedeschi di mezza maratona - 1h09'41"

2000
- Oro ai campionati tedeschi di mezza maratona - 1h11'14"

2003
- 12ª ai campionati tedeschi di 10 km su strada - 35'15"

2004
- 8ª ai campionati tedeschi di 10 km su strada - 35'13"

2005
- 12ª ai campionati tedeschi di mezza maratona - 1h21'14"

2006
- 21ª ai campionati tedeschi di 10 km su strada - 36'41"

2011
- 11ª ai campionati tedeschi di mezza maratona - 1h20'35"

2012
- 12ª ai campionati tedeschi di mezza maratona - 1h20'41"

## Altre competizioni internazionali
1984
- Oro alla Maratona di Tokyo ( Tokyo) - 2h33'23"

1985
- Oro alla Maratona di Tokyo ( Tokyo) - 2h34'21"
- Oro alla Maratona di Roma ( Roma) - 2h30'11"

1986
- Argento alla Maratona di Tokyo ( Tokyo) - 2h31'54"

1987
- Oro alla Maratona di Tokyo ( Tokyo) - 2h25'24"

1990
- Bronzo alla Maratona di New York ( New York) - 2h33'21"

1991
- 4ª alla Maratona di Londra ( Londra) - 2h28'57"

1992
- Oro alla Maratona di Londra ( Londra) - 2h29'39"
- Argento alla Maratona di Tokyo ( Tokyo) - 2h30'05"

1993
- Oro alla Maratona di Londra ( Londra) - 2h27'09"
- Bronzo alla Maratona di Tokyo ( Tokyo) - 2h28'52"

1994
- Oro alla Maratona di Berlino ( Berlino) - 2h25'15"
- Oro alla Maratona di Londra ( Londra) - 2h32'34"

1995
- 7ª alla Maratona di Londra ( Londra) - 2h32'16"
- Oro alla Maratona di Francoforte ( Francoforte sul Meno) - 2h31'31"

1996
- Oro alla Maratona di Francoforte ( Francoforte sul Meno) - 2h28'33"

1997
- Oro alla Maratona di Francoforte ( Francoforte sul Meno) - 2h26'48"

1998
- 5ª alla Maratona di Tokyo ( Tokyo) - 2h31'44"
- Oro alla Maratona di Amburgo ( Amburgo) - 2h25'21"

1999
- Bronzo alla Maratona di New York ( New York) - 2h28'41"
- Oro alla Maratona di Amburgo ( Amburgo) - 2h24'35"

2000
- Argento alla Maratona di Amburgo ( Amburgo) - 2h33'10"